# Saint-Michel-de-la-Pierre
Saint-Michel-de-la-Pierre település Franciaországban, Manche megyében. Lakosainak száma 218 fő (2018. január 1.). Saint-Michel-de-la-Pierre Saint-Aubin-du-Perron, Le Mesnilbus, Montcuit és Saint-Sauveur-Lendelin községekkel határos.

## Népesség
A település népessége az elmúlt években az alábbi módon változott:
| Lakosok száma | 190  | 187  | 150  | 183  | 171  | 208  | 211  | 221  | 216  | 218  |
|               | 1968 | 1975 | 1982 | 1999 | 2006 | 2011 | 2013 | 2016 | 2017 | 2018 |